# Xanthie noisette
Agrochola macilenta
Espèce
La Xanthie noisette, Agrochola macilenta,  est une espèce (sédentaire) de lépidoptères (papillons) de la famille des Noctuidae, du genre Agrochola, décrite par Hübner en 1809.

## Dénomination

### Noms vernaculaires
Agrochola macilenta se nomme Yellow-line Quaker en anglais et Gelbbraune Herbsteule en allemand.

### Sous-genre
Leptologia donc Agrochola (Leptologia) macilenta (voir Faunaeur).

### Sous-espèce
Agrochola macilenta rubrescens (Wiltshire, 1939).

## Description
Papillon velu, de couleur ocre-brun-chocolat au lait à la tête brun orangé. Envergure : 28 à 32 mm.
Une ligne jaunâtre bordée de brun est caractéristique. La moitié intérieure de la réniforme est brun foncé, presque noire.
Face ventrale : brun clair, picotée de points noirs espacés.  	

## Biologie

### Chenille
On la voit de fin mars à fin juin. Elle se transforme en une chrysalide dans un cocon construit sous terre. 	

### Période de vol et hivernation
Espèce univoltine active de septembre à novembre.
L'espèce hiverne à l'état d'œuf (sur un rameau ou une brindille).

### Reproduction
Mâles et femelles se cherchent de septembre à novembre.

### Plantes hôtes
La chenille (polyphage) peut vivre sur de nombreuses plantes hôtes : Crataegus, Fagus, Plantago, Salix, Quercus.

### Alimentation
- Crataegus monogyna (l'Aubépine à un style),
- Crataegus laevigata (l'Aubépine à deux styles),
- Quercus robur (le Chêne pédonculé),
- Quercus petraea (le Chêne sessile),
- Salix caprea (le Saule marsault),
- Fagus sylvatica (le Hêtre),
- Salix alba (le Saule blanc),
- Salix cinerea (le Saule cendré),
- Plantago major (le Plantain à larges feuilles),
- Plantago media (le Plantain moyen),
- Plantago lanceolata (le Plantain lancéolé)
- Populus tremula (le Peuplier tremble),
- Populus x canescens (le Peuplier grisard),
- Calluna vulgaris (la Bruyère commune),
- Populus nigra var. italica (le Peuplier d'Italie).

Les adultes se nourrissent du nectar et du pollen des fleurs de lierre ou de baies mûres.

## Écologie et distribution
La Xanthie noisette est présente dans toute l'Europe. En France elle réside dans presque tous les départements.

### Biotope
Jardins et parcs arborés, lisières forestières, zones humides boisées, peupleraies, etc.

### Statut, menaces
L'adulte est attiré par la lumière. C'est une des espèces qui pourraient souffrir de la pollution lumineuse.
Pas de statut de protection particulier.